# Apa (okręg Satu Mare)
Apa – wieś w Rumunii, w okręgu Satu Mare, w gminie Apa. W 2011 roku liczyła 2344 mieszkańców. 